# Çatak, Fethiye
Çatak là một xã thuộc huyện Fethiye, tỉnh Muğla, Thổ Nhĩ Kỳ. Dân số thời điểm năm 2011 là 412 người.